# 尹嘉賓
尹嘉賓（1572年—1622年），字孔昭，號澹如，南直隸常州府江陰縣人。晚明政治人物。。

## 生平
萬曆三十七年（1609年）己酉科應天府鄉試第一名舉人。萬曆三十八年（1610年）聯捷庚戌科會試一百四名，廷试三甲二百三十七名進士。吏部观政，丁忧归。四十一年授中書舍人，四十六年升兵部职方司员外郎，泰昌元年（1620年）十月官至湖广按察司佥事、提督学政，天啓二年卒於官，年五十一。

## 著作
工诗词，善书法，有《焚餘集》。有詩七首，收錄於《列朝詩集‧丁集第十三之下》。

## 家族
曾祖尹世方；祖尹淮；父尹延綬；母俞氏。慈侍下。兄嘉元，弟嘉禮；嘉臣；嘉相；嘉棟。子自道；有臨；春先。